# CNNfn
CNNfn était une chaîne de télévision par câble du groupe américain Time Warner. CNNfn a été créée en 1996 et a cessé ses activités le 15 décembre 2004. 
CNNfn était spécialisée dans l'information financière en continu. Après plusieurs années de diffusion, Time Warner couclut à l'échec et abandonna l'expérience fin 2004. La seule activité à avoir été maintenue est le site internet CNN/Money, une coentreprise entre CNN et le magazine Money.